# Peder Kolstad

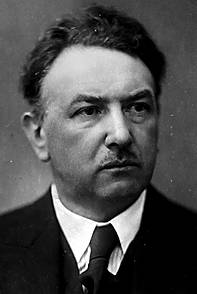
Peder Kolstad

Peder Ludvik Kolstad (* 28. November 1878 in Borge, Østfold; † 5. März 1932 in Oslo) war ein norwegischer Politiker der Bauernpartei.

## Leben
Vor seiner Zeit als Politiker war Kolstad ab 1912 Rektor einer Landwirtschaftsschule im Fylke Østfold.  Außerdem gehörte er ab 1922 dem Storting an, wo er Østfold vertrat.
Kolstad war Ministerpräsident von Norwegen vom 12. Mai 1931 bis zu seinem Tode im Jahre 1932. In diesem Zeitraum fungierte er auch als Finanzminister. In seine Regierungszeit fiel der Streit mit Dänemark, der von 1931 bis 1933 andauerte, nachdem norwegische Firmen in privater Initiative den Osten von Grönland okkupierten und Eirik Raudes Land zu gründen versuchten. Kolstads Regierung kannte die Okkupation in der Folge an, obwohl er selbst gegen das Vorgehen war. Der Internationale Gerichtshof gab im Jahr 1933 Dänemark recht und die norwegischen Ansprüche wurden aufgegeben.